# Á̱
Á̱ (minuscule : á̱), appelé A accent aigu macron souscrit, est une lettre latine utilisée dans l’écriture du cabécar, du chicacha, du four, du kiowa et de l’otomi de San Jerónimo Acazulco.

## Utilisation
En kiowa écrit avec l’orthographe McKenzie ou SIL, le ‹ Á̱, á̱ › représente le même son que la lettre A, le macron souscrit indiquant la nasalisation et l’accent aigu indiquant le ton haut.

## Représentations informatiques
Le A accent aigu macron souscrit peut être représenté avec les caractères Unicode suivants : 
- décomposé et normalisé NFC (supplément latin-1, diacritiques) :

| formes    | représentations | chaînes de caractères | points de code | descriptions                                                      |
| --------- | --------------- | --------------------- | -------------- | ----------------------------------------------------------------- |
| capitale  | Á̱               | Á◌̱                    | U+00C1 U+0331  | lettre majuscule latine a accent aigu diacritique macron souscrit |
| minuscule | á̱               | á◌̱                    | U+00E1 U+0331  | lettre minuscule latine a accent aigu diacritique macron souscrit |

- décomposé et normalisé NFD (latin de base, diacritiques) :

| formes    | représentations | chaînes de caractères | points de code       | descriptions                                                                  |
| --------- | --------------- | --------------------- | -------------------- | ----------------------------------------------------------------------------- |
| capitale  | Á̱               | A◌̱◌́                   | U+0041 U+0331 U+0301 | lettre majuscule latine a diacritique macron souscrit diacritique accent aigu |
| minuscule | á̱               | a◌̱◌́                   | U+0061 U+0331 U+0301 | lettre minuscule latine a diacritique macron souscrit diacritique accent aigu |